# Willem Hendrik Bijleveld
Mr. Willem Hendrik Bijleveld (Utrecht, 3 december 1938 - Bilthoven, 20 augustus 2015) was een Nederlandse jurist. Hij was in de jaren zeventig en de vroege jaren tachtig burgemeester van Houten.

## Leven en werk
Bijleveld studeerde in 1962 af in de rechten aan de Universiteit Utrecht. Na zijn studie was hij wetenschappelijk (hoofd)medewerker van deze universiteit. Zijn politieke loopbaan begon hij als wethouder voor de VVD van Leusden. Op 1 december 1972 volgde hij François Albers Pistorius op als burgemeester van Houten. Deze functie bekleedde hij tot 25 april 1983. Van 1974 tot 1983 was Bijleveld bestuurslid van de Vereniging van Nederlandse Gemeenten Utrecht. Vanaf 1983 was hij directeur bij een medisch centrum, van 1989 tot 1991 voorzitter van het College van Bestuur van de Universiteit voor Humanistiek en van 1991 tot 1998 bestuurder bij verschillende zorginstellingen. Vanaf 1 juli 1992 was Bijleveld rechter-plaatsvervanger te Utrecht.

## Privé
Bijleveld is lid van de Nederland's Patriciaatsfamilie Bijleveld en een van de tien kinderen van de Utrechtse arts Martinus Cornelis Adrianus Bijleveld (1903-1979) en Helena Maria Keijzer (1907-1998), eveneens arts. Hij trouwde in 1963 met Erna Madeleine Eleonore Boelen met wie hij drie dochters kreeg. Ook zijn oom Rudolf Theodoor Bijleveld (1909-1973) was burgemeester (van Borger en van Hattem).